# Galileo Ferraris (sommergibile 1914)
Il Galileo Ferraris è stato un sommergibile della Regia Marina.

## Storia
Dopo l'entrata in servizio fu impegnato per diverso tempo nell'addestramento dell'equipaggio a La Spezia. Fu poi dislocato a Taranto, in seno alla III Squadriglia Sommergibili.
All'ingresso dell'Italia nel primo conflitto mondiale lo comandava il tenente di vascello Giuseppe Battaglia; prese base a Brindisi.
Dal 1915 al 1916 svolse 17 missioni offensive nell'Adriatico meridionale contro le rotte mercantili che conducevano ai porti della Dalmazia, senza cogliere risultati.
Nel giugno del 1916 assunse il comando dell'unità il tenente di vascello Luigi Montella (che mantenne tale incarico sino alla fine del 1917).
L'1-2 novembre 1916 fu inviato nella zona del canale di Fasana a supporto di un attacco di MAS che si sarebbe svolto in quel luogo.
Tra la fine del 1916 e l'inizio del 1917 fu spostato a Venezia, inquadrato nella II Squadriglia Sommergibili.
Ad inizio 1917 apparteneva alla II Squadriglia Sommergibili, con base a Venezia.
Il 10 marzo di quell'anno aprì il fuoco con il pezzo da 76 mm contro un velivolo austroungarico, sparando 6 colpi.
Nel corso del 1917 effettuò in tutto 18 missioni offensive lungo le coste della Dalmazia.
Alcune fonti affermano che durante il 1917 il Ferraris fu modificato per essere impiegato nel trasporto di incursori subacquei, e che svolse prove di questo tipo sotto la direzione del tenente di vascello Angelo Belloni.
L'8 luglio di quell'anno s'incagliò all'altezza della foce del Po di Goro, ma riuscì a disincagliarsi senza bisogno dell'assistenza di altre unità, ed a fare ritorno a Venezia.
Il 27 novembre 1917, mentre stava tornando alla base dopo una missione, finì, per via delle avverse condizioni meteomarine, incagliato un paio di miglia a settentrione della foce del Po di Gnocca (Po di Primaro).
Le operazioni di disincaglio richiesero ben 50 giorni di lavoro e l'impiego della draga Eridano e dei rimorchiatori Garibaldino e Fiumicino, nonché, per la difesa, delle torpediniere costiere 46 OS e 48 OS. 
Trainato a Porto Corsini il 16 gennaio 1918, ne ripartì il 2 febbraio, a rimorchio del rimorchiatore Luni (che aveva a bordo, per ogni evenienza, alcuni membri dell'equipaggio del Ferraris ed il tenente di vascello Opipari), per essere portato a La Spezia: i danni riportati erano infatti di gravità tale da richiedere il trasferimento nell'arsenale di quella città. Non tornò mai più in servizio: una volta giunto nella base ligure (dopo aver toccato Ancona, Brindisi e Messina) fu disarmato. Causa infatti l'entità dei lavori da fare (riparazione dello scafo e sostituzione dell'apparato motore) e lo sviluppo della progettistica che lo aveva reso obsoleto, non era reputata conveniente la sua rimessa in servizio.
Il tenente di vascello Belloni, tuttavia, riuscì a convincere a rimandare la radiazione del sommergibile per impiegarlo nella sperimentazione come mezzo «avvicinatore» degli incursori: nel febbraio 1919 il Ferraris fu rivarato e quindi impiegato, al comando di Belloni, in tali prove nelle acque comprese tra La Spezia e Palmaria.
Esaurite le risorse economiche a disposizione, tuttavia, la Regia Marina radiò il sommergibile il 15 dicembre 1919.
Nel gennaio 1920, tuttavia, il Ferraris venne acquistato per 150.000 lire dallo stesso Belloni (che frattanto aveva lasciato la Marina) e classificato come «sommergibile da commercio». L'ex ufficiale intendeva impiegare il sommergibile per la ricerca e pesca delle perle in Mar Rosso ed allo scopo, come unità appoggio, affittò le vedette Cerboli e Fortunale (che divennero piropescherecci). L'equipaggio era composto sia da ex sommergibilisti che da pescatori e marinai; l'idea di Belloni era di far posare il sommergibile sul fondale e far quindi uscire da un apposito locale stagno alcuni subacquei che avrebbero cercato e raccolto le perle.
Il 4 febbraio 1920 le tre unità lasciarono La Spezia e, passato il Canale di Suez, entrarono in Mar Rosso e, nonostante la perplessità delle autorità britanniche e la navigazione ostacolata dalle barriere coralline, giunse a Massaua dopo aver toccato Suez, Porto Said e Port Sudan. Trovando malcontento tra i pescatori locali (che temevano di essere surclassati dal sommergibile), Belloni propose loro l'impiego del Ferraris al solo scopo di cercare le perle, mentre la loro pesca sarebbe spettata agli indigeni, ma la risposta non fu favorevole. Nemmeno le autorità italiane furono disposte ad accordare a Belloni alcune aree in cui pescare.
Abbandonata così l'idea dell'uso per la pesca delle perle, l'ex ufficiale decise di impiegare il Ferraris nel recupero dei relitti ed a tale scopo ottenne il prestito, da parte della Regia Marina, del pontone GA 111 e delle vedette G 38, Serpentara e Selinunte.
Per coprire i costi Belloni cercò però di vendere il Ferraris, che fu tuttavia sequestrato a Porto Said dalla ditta Lazzarini di Suez in seguito a complicazioni economiche e giudiziarie; la Regia Marina, riscontrate irregolarità nella vendita dell'unità a Belloni, lo rilevò in tale vicenda.
Nella prima metà del 1921 il Galileo Ferraris fu parzialmente smantellato.